# Sabah Al Salem Stadium
Sabah Al Salem Stadium je višenamjenski stadion u gradu Kuvajtu. Trenutno se najviše koristi za nogometne utakmice, a na njemu domaće utakmice igra Al-Arabi Kuvajt. Stadion može primiti 22.000 ljudi. 
Subah Al Salem Stadium će biti domaćin kupa Nacija. 